# Courrières
Courrières är en kommun i departementet Pas-de-Calais i regionen Hauts-de-France i norra Frankrike. Kommunen ligger i kantonen Courrières som tillhör arrondissementet Lens. År 2022 hade Courrières 10 160 invånare.
Gruvolyckan i Courrières den 10 mars 1906, som krävde 1 099 dödsoffer, är den värsta i Europas historia.

## Befolkningsutveckling
Antalet invånare i kommunen Courrières
| Referens: INSEE |